# Parlamentarismo negativo
Il Parlamentarismo negativo, anche chiamato fiducia negativa o procedura di dimostrazione della fiducia (per il fatto che la fiducia si considera acconsentita fino a che non è dimostrato il contrario), è un metodo di accordare la fiducia all'esecutivo adottato in alcuni sistemi parlamentari.

## Procedura parlamentare
Nel caso sia previsto un voto sulla fiducia al governo, nelle nazioni che adottano il parlamentarismo negativo non è necessario che il numero di voti favorevoli sia superiore a quelli contrari affinché sia concordata la fiducia. È sufficiente che il numero dei voti "tolleranti" (definito come la somma fra i voti favorevoli e le astensioni) sia superiore al numero dei voti contrari. 
In altre parole, le astensioni sono de facto contate come se fossero voti favorevoli alla fiducia.
In questi casi, il supporto all'esecutivo fornito da coloro che, durante i voti sulla fiducia al governo, votano a favore, è definito "supporto attivo" o "appoggio esterno attivo", mentre quello fornito da coloro che si astengono è definito "supporto passivo" o "appoggio esterno passivo".
Al contrario, nei Paesi in cui vige il parlamentarismo positivo, la fiducia all'esecutivo é concordata solo se vota a favore una maggioranza (relativa o assoluta a seconda della nazione).

## Esempi di parlamentarismo negativo nel mondo

### Svezia

Nell’immagine, si porta all’attenzione l’esempio del Parlamento svedese dopo le elezioni del 2018, dove il Partito Socialdemocratico, il più grande in rosso a partire da sinistra, creatore del governo e fornitore di 100 seggi, è riuscito a formare un governo con l’appoggio attivo del Partito dei Verdi, successivo a questo procedendo lungo l’arco, e con l’appoggio passivo di altri tre partiti, ovvero il Partito della Sinistra, il primo in rosso scuro a partire da sinistra, un Liberale e da un Indipendente, rispettivamente in blu chiaro e in grigio, subito dopo i Verdi, e dal Partito di Centro, in verde scuro, al centro dell’arco, subito dopo i Liberali, totalizzando così 176 seggi contro i 173 dell’opposizione

La Svezia è uno dei paesi che ammettono tale procedura nel proprio organo legislativo, il Riksdag, tanto da averla codificata nella propria Costituzione. Quest’ultima, infatti, al Capitolo VI, Articoli 3 e 4 dello “Strumento di Governo del 1974” afferma che:
- Art. 3

- Art. 4

Da tali articoli si evince che un governo, pur non avendo nemmeno una maggioranza relativa, può comunque entrare in carica se si verificano tali condizioni, come nel caso del Governo Andersson (che godeva de facto a mala pena della maggioranza assoluta dei seggi (175) grazie al Partito Socialdemocratico, creatore del governo e fornitore di 100 seggi, e da 76 ulteriori seggi, forniti dal Partito dei Verdi, l’unico ad appoggiare attivamente il governo, e da altri tre partiti, ovvero il Partito della Sinistra, il Partito di Centro, un Liberale, e da un Indipendente). Anche i governi precedenti, tuttavia, hanno utilizzato questo meccanismo per poter entrare in carica. Essi sono il Governo Löfven I, il Governo Löfven II ed il Governo Löfven III.
L’approvazione del Governo Andersson (omettendo la prima concessione di fiducia, comunque acconsentita secondo lo stesso meccanismo, e le rapide dimissioni della Ministra di Stato Magdalena Andersson per via della mancata approvazione del bilancio statale in quanto irrilevanti), è stata attuata proprio grazie al meccanismo del “parlamentarismo negativo”: Al momento della votazione sulla seconda fiducia, infatti, l’esito nominale al Parlamento Svedese è stato di 101 favorevoli, 173 contrari e 75 astenuti. Osservando i numeri, l’esito della votazione sembrerebbe essere stato negativo, tuttavia per il meccanismo parlamentare della Svezia questa votazione è stata una tacita approvazione, perché non si è riusciti a dimostrare, con una maggioranza assoluta, l’esistenza di un’effettiva maggioranza di oppositori del governo. Siccome infatti, in Svezia, gli astenuti sono conteggiati come favorevoli, l’esito ufficiale della votazione è stato di 176 “tolleranti” e 173 “contrari”, una solida maggioranza assoluta a favore del neoeletto governo socialdemocratico.

### Altre nazioni
Globalmente, possono essere considerate, e definite, “nazioni che fanno uso del parlamentarismo negativo” in senso lato anche quei paesi in cui i governi entrano sì immediatamente in carica con pieni poteri esecutivi non appena siano stati nominati dal capo dello stato e senza un voto formale di investitura fiduciaria, ma che possono altresì essere costretti alle dimissioni dal parlamento tramite l'approvazione di una mozione di sfiducia. In tal caso, anche un governo non formalmente supportato da una maggioranza in parlamento potrebbe entrare in carica, purché non sia presentata e approvata dall'assemblea legislativa una mozione di sfiducia. 
Utilizzando questa definizione, possono quindi essere inclusi, fra gli altri, la Danimarca, la Finlandia, l'Islanda, la Norvegia, il Portogallo e il Regno Unito.